# 임화랑
임화랑(1999년 6월 10일 ~ )는 대한민국의 축구 선수로, 포지션은 수비수이다.